# Ryūji Iwabuchi
Ryūji Iwabuchi (jap. 岩渕隆二 Iwabuchi Ryūji; ur. 27 stycznia 1973 r.) – japoński narciarz, specjalista narciarstwa dowolnego.
Zajął 12. miejsce w jeździe po muldach podczas mistrzostw świata w Altenmarkt. Nigdy nie startował na igrzyskach olimpijskich. Najlepsze wyniki w Pucharze Świata osiągnął w sezonie 1992/1993, kiedy zajął 61. miejsce w klasyfikacji generalnej.
W 1998 r. zakończył karierę.

## Sukcesy

### Mistrzostwa Świata
| Miejsce | Dzień    | Rok  | Miejscowość | Konkurencja      | Zwycięzca         |
| ------- | -------- | ---- | ----------- | ---------------- | ----------------- |
| 12.     | 13 marca | 1993 | Altenmarkt  | Jazda po muldach | Jean-Luc Brassard |

### Puchar Świata

#### Miejsca w klasyfikacji generalnej
- 1992/1993 – 61.
- 1993/1994 – 101.

#### Miejsca na podium
1. Lillehammer – 27 marca 1993 (Jazda po muldach) – 3. miejsce